# Eric Thompson
Eric David Thompson (ur. 4 listopada 1919 roku w Surbiton, zm. 22 sierpnia 2015) – brytyjski kierowca wyścigowy, uczestnik Grand Prix Wielkiej Brytanii Formuły 1 1952.
Początkowo pracował jako pośrednik w firmie Lloyd’s of London. Karierę kierowcy wyścigowego rozpoczął w 1948 roku, ścigając się samochodami HRG. W 1949 wygrał swoją klasę w wyścigu 24h Le Mans. Później startował samochodami marki Aston Martin, zajmując modelem DB2 trzecie miejsce w klasyfikacji ogólnej wyścigu 24h Le Mans w 1951 roku. W pierwszej połowie lat 50. ścigał się w różnych seriach wyścigowych, takich jak Formuła Libre, Tourist Trophy czy Formuła 2. Następnie zrezygnował ze ścigania się, koncentrując się na pracy w firmie Lloyd’s of London. W latach 80. zrezygnował z tej pracy i został sprzedawcą rzadkich książek poświęconych sportom motorowym.

## Życiorys

### Pierwsza praca
Thompson urodził się w zamożnym obszarze Ditton Hill k. Surbiton w hrabstwie Surrey. Przed II wojną światową był jedynie kibicem sportów motorowych, w szczególności Richarda Seamana. Po ukończeniu szkoły, a jeszcze przed wybuchem wojny, podjął pracę w firmie Lloyd’s of London jako pośrednik. Praca ta była dobrze płatna, ale wymagała zaangażowania, lojalności i często przepracowania długich godzin. Thompson dzięki swojej pracy zajął wysoką pozycję społeczną i zdobył wiele nagród. Podczas II wojny światowej nadal pracował dla Lloyd’s of London, ale również brał udział w walkach.

### Debiut w wyścigach
W trakcie II wojny światowej wielu przyjaciół Thompsona zginęło. Po zakończeniu wojny zdał on sobie sprawę z tego, jak cenne jest życie, i że chce realizować swoją największą pasję, jaką były wyścigi samochodowe. Mając sporo pieniędzy zadebiutował w wyścigach w 1948 roku, w stosunkowo późnym wieku 28 lat. Thompson nadal pracował w Lloyd’s of London, ale co roku przysługiwał mu dwutygodniowy urlop, ponadto co trzeci weekend nie pracował – w tym czasie ścigał się.
Pierwszym wyścigiem Thompsona było 12h Paryża rozgrywane na torze w Montlhéry. W wyścigu tym Thompson startował wraz z Robinem Richardem samochodem HRG. Kierowcy ci zajęli 17. miejsce w klasyfikacji generalnej oraz czwarte w klasie samochodów z silnikiem o pojemności 1,5 litra.
W 1949 roku Thompson zadebiutował w wyścigu 24h Le Mans. Ścigał się tam w zespole Ecurie Lapin Blanc samochodem HRG, a jego partnerem był doświadczony kierowca, weteran II wojny światowej, Jack Fairman. Kierowcy ci zajęli ósme miejsce w klasyfikacji generalnej oraz pierwsze w klasie 1,5 litra. Swoją klasę Thompson i Fairman wygrali także w rozgrywanym również w 1949 roku wyścigu 24h Spa. W 1949 roku Thompson wygrał także dwa rozgrywane na zasadzie handicapu wyścigi na torze Goodwood. W zawodach Silverstone International Trophy Thompson zajął 11. miejsce w klasyfikacji generalnej oraz pierwsze w klasie, a w wyścigu górskim Prescott Hillclimb był szósty w klasie. W 1950 roku dołączył do Aston Martina, gdzie wraz z Dennisem Poorem i Patem Griffithsem miał wspierać trzech głównych kierowców koncernu: Petera Collinsa, Rega Parnella i Roya Salvadoriego.
Pierwszym wyścigiem Thompsona dla Astona Martina był godzinny wyścig na torze Silverstone, gdzie zajął 14. miejsce i czwarte w klasie. Wystartował także w wyścigu 24h Le Mans, gdzie ścigał się Astonem Martinem DB2 wraz z Johnem Gordonem. Jednakże w wyścigu tym Thompson odpadł już na 9 okrążeniu na skutek awarii silnika. Mimo kontraktu z Astonem Martinem w 1950 roku Thompson ścigał się również prywatnym HRG, wygrywając swoją klasę w wyścigach w Blandford (2. miejsce w klasyfikacji generalnej) oraz Cambridge University Sprint w Bedwell Hey (3. miejsce w klasyfikacji generalnej). Thompson zajął również trzecie miejsce w „handicapowym” wyścigu na Goodwood. W 1950 roku zadebiutował również w Formule 3, gdzie wystartował Cooperem Vincent na torze Castle Combe. Wyścigu tego jednak nie ukończył.
W 1951 roku Thompson częściej ścigał się jednomiejscowymi samochodami o otwartym nadwoziu. W zawodach Goodwood Lavant zajął Cooperem piąte miejsce; taką samą pozycję wywalczył Bugattim T51 w Formule Libre w wyścigu na torze Boreham. W Formule Libre Thompson wziął udział więcej razy, ścigając się dla Roba Walkera samochodami ERA-Delage i Delahaye. W wyścigach samochodów sportowych również ścigał się dla Rob Walker Racing Team, Astonem Martinem DB2, zdobywając ósme miejsce w klasyfikacji generalnej (drugie w klasie) w zawodach Tourist Trophy. Dla fabrycznego zespołu Aston Martin ścigał się wraz z Lance’em Macklinem podczas 24h Le Mans, gdzie zajął trzecie miejsce w klasyfikacji generalnej i pierwsze w klasie samochodów trzylitrowych.
W 1952 roku Thompson wziął udział w 24h Le Mans Astonem Martinem DB3, gdzie partnerował Regowi Parnellowi. Załoga ta odpadła z wyścigu po problemach z układem przeniesienia napędu. W pewnym momencie wyścigu o 9h Goodwood z tyłu samochodu Thompsona zaczął wydobywać się dym. Thompson, nie widząc tego, zjechał do boksów, by zmienił go Parnell, ale był zaskoczony, nie widząc zespołowego partnera gotowego na zmianę. Zamiast tego Parnell szybko wyciągnął Thompsona z samochodu i wywlókł go przed samochód; chwilę później Aston Martin wybuchnął. Powodem wybuchu była iskra, która pojawiła się na zaciskach hamulcowych.
W dalszej części 1952 roku Thompson, ścigając się modelem DB2 dla zespołu Roba Walkera, wygrał trzy wyścigi „handicapowe”: dwa w Goodwood i jeden w Snetterton, był także siódmy oraz ósmy w innych wyścigach w Snetterton, ukończył także CUAC Bottisham Sprint na trzecim miejscu w klasie. W zawodach samochodów jednomiejscowych, gdzie również ścigał się dla Rob Walker Racing Team, ukończył samochodem ERA-Delage wyścigi w Snetterton na miejscach drugim, siódmym i dziesiątym, a na trzecim miejscu finiszował podczas wyścigów w Boreham i Castle Combe, natomiast Delahayem był piąty w handicapowym wyścigu w Goodwood. W prywatnym samochodzie ERA Thompson był dziesiąty w Grand Prix Wielkiej Brytanii Formuły Libre.
Thompson zaliczył również kilka wyścigów w samochodzie Connaught Type A (nadwozie o oznaczeniu A6). W kwalifikacjach do zawodów Madgwick Cup w Goodwood wywalczył pole position, ale w wyścigu rozbił się. Wyścig w Charterhall ukończył na szóstym miejscu. Także w Connaghtcie Type A wziął udział w swoim jedynym wyścigu Formuły 1, Grand Prix Wielkiej Brytanii odbywającym się w dniach 17–19 lipca 1952 roku na torze Silverstone.

### Formuła 1
Thompson, dysponując fabrycznym Connaughtem Type A z silnikiem Lea-Francis, miał samochód, który był szybki, ale nie był w stanie zagrozić najszybszym Ferrari 500. Najszybsi w kwalifikacjach byli trzej kierowcy Ferrari: Giuseppe Farina, Alberto Ascari i Piero Taruffi. Z pierwszego rzędu startował jeszcze Robert Manzon w Gordini T16. Najszybszy kierowca Connaughta, Ken Downing, był piąty. Thompson był dziewiąty z siedmioma sekundami straty do zdobywcy pole position.
W wyścigu Thompson jechał czysto i pewnie. Na dziewiątym okrążeniu z powodu awarii sprzęgła odpadł Manzon. W ostatniej części wyścigu Thompson wygrał walkę z Fariną, wyprzedzając mistrza świata z 1950 roku o 13 sekund. Fakt, że Downing, Farina i Parnell nie zdołali utrzymać swojego tempa kwalifikacyjnego i wyścig ukończyli za Thompsonem, oznaczał, że w swoim jedynym wyścigu Formuły 1 Brytyjczyk był piąty, trzy okrążenia za zwycięzcą.

### Po Formule 1
Thompson w wyścigu 24h Le Mans w 1953 roku startował Astonem Martinem DB3S wraz z Poorem. Załoga ta odpadła po 182 okrążeniach na skutek awarii zapłonu. Thompson wziął udział również w wyścigu 9h Goodwood wraz z Parnellem. Pierwszy przejazd wykonał Parnell, po 70 okrążeniach przekazując samochód Thompsonowi, który przejechał kolejne 77 okrążeń. Następnie Parnell przejechał 22 okrążenia, ponieważ przebił oponę i wrócił do boksów, po czym wyjechał na następnie 53 okrążenia. Ostatnia zmiana miała miejsce o godzinie 21:45. Gdy Thompson przejął samochód, sprzęgło nie chciało się odłączyć i musiał skorzystać z rozrusznika, po czym przyłączył się do wyścigu. Był wtedy czwarty z czterema okrążeniami straty do prowadzącego Jaguara, a do końca wyścigu zostały dwie godziny i 15 minut. Thompson przyspieszył i wygrał wyścig. Zdobył również drugie miejsce w Tourist Trophy.
Ponadto w 1953 roku Thompson finiszował na drugim miejscu w wyścigu w Thruxton, piątym w wielkanocnym handicapowym wyścigu w Goodwood (Astonem Martinem DB2) oraz szóstym w wyścigu Formuły Libre (Astonem Martinem DB3), ale wycofał się z sześciogodzinnego wyścigu na Silverstone, jadąc Rileyem. W wyścigach samochodów jednomiejscowych nadal startował Connaughtem Type A (o oznaczeniu A3), wygrywając dwa wyścigi Formuły 2 w Snetterton w kwietniu i wrześniu oraz zajmując drugie miejsce w wyścigu Formuły Libre. Ścigał się również należącym do Stirlinga Mossa Cooperem-Alta podczas wyścigu w Silverstone.
W 1954 roku brał udział w mniejszej liczbie wyścigów, startując głównie na arenie krajowej, chociaż wziął również udział w wyścigu 24h Le Mans Lagondą DP115 wraz z Dennisem Poorem. Załoga miała jednak wypadek na 26 okrążeniu i wycofała się z wyścigu.
W 1955 roku ogłosił zakończenie kariery kierowcy wyścigowego, jednocześnie po raz ostatni biorąc udział w wyścigu 24h Le Mans. Wystartował w nim Connaughtem AL/SR z Kennethem McAlpinem, ale na skutek problemów z silnikiem musiał wycofać się z rywalizacji na 61 okrążeniu. Z McAlpinem wziął również udział w wyścigu 9h Goodwood, gdzie zajął 16. miejsce mimo faktu, że musiał dopchać samochód do mety.
W 1956 roku wystartował w zawodach CUAC Speed Trials, gdzie zajął drugie miejsce w klasie. Był to jego ostatni wyścig.

### Po zakończeniu kariery
Ogłaszając zakończenie kariery w wyścigach, Thompson chciał skupić się na pracy w Lloyd’s of London. W latach 80. zrezygnował z tej pracy i otworzył księgarnię, która sprzedaje rzadkie książki poświęcone historii sportów motorowych. Księgarnia ta ma siedzibę niedaleko miejsca zamieszkania Thompsona – Guildford.
W 2013 roku jako pierwszy kierowca znalazł się w hali sławy kierowców 24h Le Mans.
Poza prowadzeniem księgarni Thompson czasem pojawiał się również na festiwalach historycznych.
Zmarł 22 sierpnia 2015 roku.

## Wyniki w Formule 1
| Legenda oznaczeń w tabelach wyników Wyświetl szablon na nowej stronie | Legenda oznaczeń w tabelach wyników Wyświetl szablon na nowej stronie                                                                     |
| Oznaczenie                                                            | Wyjaśnienie |
| --------------------------------------------------------------------- | --- |
| Złoty                                                                 | Zwycięzca lub mistrzostwo |
| Srebrny                                                               | 2. miejsce lub wicemistrzostwo |
| Brązowy                                                               | 3. miejsce lub II wicemistrzostwo |
| Zielony                                                               | Ukończył, punktował (w klasyfikacji generalnej, gdy zdobył co najmniej jeden punkt na przestrzeni sezonu, poza trzema powyższymi opcjami) |
| Niebieski                                                             | Ukończył, nie punktował (w klasyfikacji generalnej, gdy nie zdobył co najmniej jednego punktu na przestrzeni sezonu)                      |
| Czerwony                                                              | Nie zakwalifikował się (NZ) |
| Czerwony                                                              | Nie prekwalifikował się (NPK) |
| Różowy                                                                | Nie ukończył (NU) |
| Różowy                                                                | Niesklasyfikowany (NS) (w klasyfikacji generalnej, gdy nie został sklasyfikowany w żadnym wyścigu sezonu)                                 |
| Czarny                                                                | Zdyskwalifikowany (DK) |
| Czarny                                                                | Wykluczony (WYK/EX) |
| Biały                                                                 | Nie wystartował (NW) |
| Biały                                                                 | Kontuzjowany (K/INJ) |
| Biały                                                                 | Wyścig odwołany (OD/C) |
| Bez koloru                                                            | Został wycofany (WYC/WD) |
| Bez koloru                                                            | Nie przybył (NP/DNA) |
| Bez koloru                                                            | Nie brał udziału w treningach (NT/DNP) |
| Bez koloru                                                            | Nie został zgłoszony (–) |
| Pogrubienie                                                           | Start z pole position |
| Kursywa                                                               | Najszybsze okrążenie wyścigu |
| †                                                                     | Nie ukończył, ale jego rezultat został zaliczony ze względu na przejechanie więcej niż 90% dystansu wyścigu.                              |
| *                                                                     | Sezon w trakcie |
| 1/2/3                                                                 | Punktowana pozycja w sprincie kwalifikacyjnym                                                                                             |
| Lista systemów punktacji Formuły 1                                    | |

| Rok  | Zespół                | Bolid            | Silnik         | Wyniki w poszczególnych eliminacjach | Wyniki w poszczególnych eliminacjach | Wyniki w poszczególnych eliminacjach | Wyniki w poszczególnych eliminacjach | Wyniki w poszczególnych eliminacjach | Wyniki w poszczególnych eliminacjach | Wyniki w poszczególnych eliminacjach | Wyniki w poszczególnych eliminacjach | Pozycja | Punkty |
| ---- | --------------------- | ---------------- | -------------- | ------------------------------------ | ------------------------------------ | ------------------------------------ | ------------------------------------ | ------------------------------------ | ------------------------------------ | ------------------------------------ | ------------------------------------ | ------- | ------ |
| 1952 | Connaught Engineering | Connaught Type A | Lea-Francis R4 | SWI                                  | 500                                  | BEL                                  | FRA                                  | GBR                                  | GER                                  | HOL                                  | ITA                                  | 18      | 2      |
| 1952 | Connaught Engineering | Connaught Type A | Lea-Francis R4 | –                                    | –                                    | –                                    | –                                    | 5                                    | –                                    | –                                    | –                                    | 18      | 2      |